# Nicolau de Pacs i Sureda
|  | No s'ha de confondre amb Nicolau de Pacs. |

Nicolau de Pacs i Sureda (Ciutat de Mallorca, segle XV-XVI) fou un lul·lista i poeta. Fou deixeble a Mallorca de Joan de Cabaspre i de Gregori Genovard, als quals succeí en la càtedra de filosofia lul·liana de l'Estudi General de Mallorca a partir de 1503. L'any 1508 el cardenal Cisneros el cridà per ocupar la càtedra de filosofia i teologia lul·lianes a la Universitat d'Alcalà d'Henares. L'amistat entre Cisneros i de Pacs fou profunda, en fou conseller i redactà el catàleg de llibres lul·lians de la biblioteca del cardenal. Fou també mediador entre el cardenal i el grup lul·lià de París, València i Mallorca. Promogué l'edició de textos lul·lians.

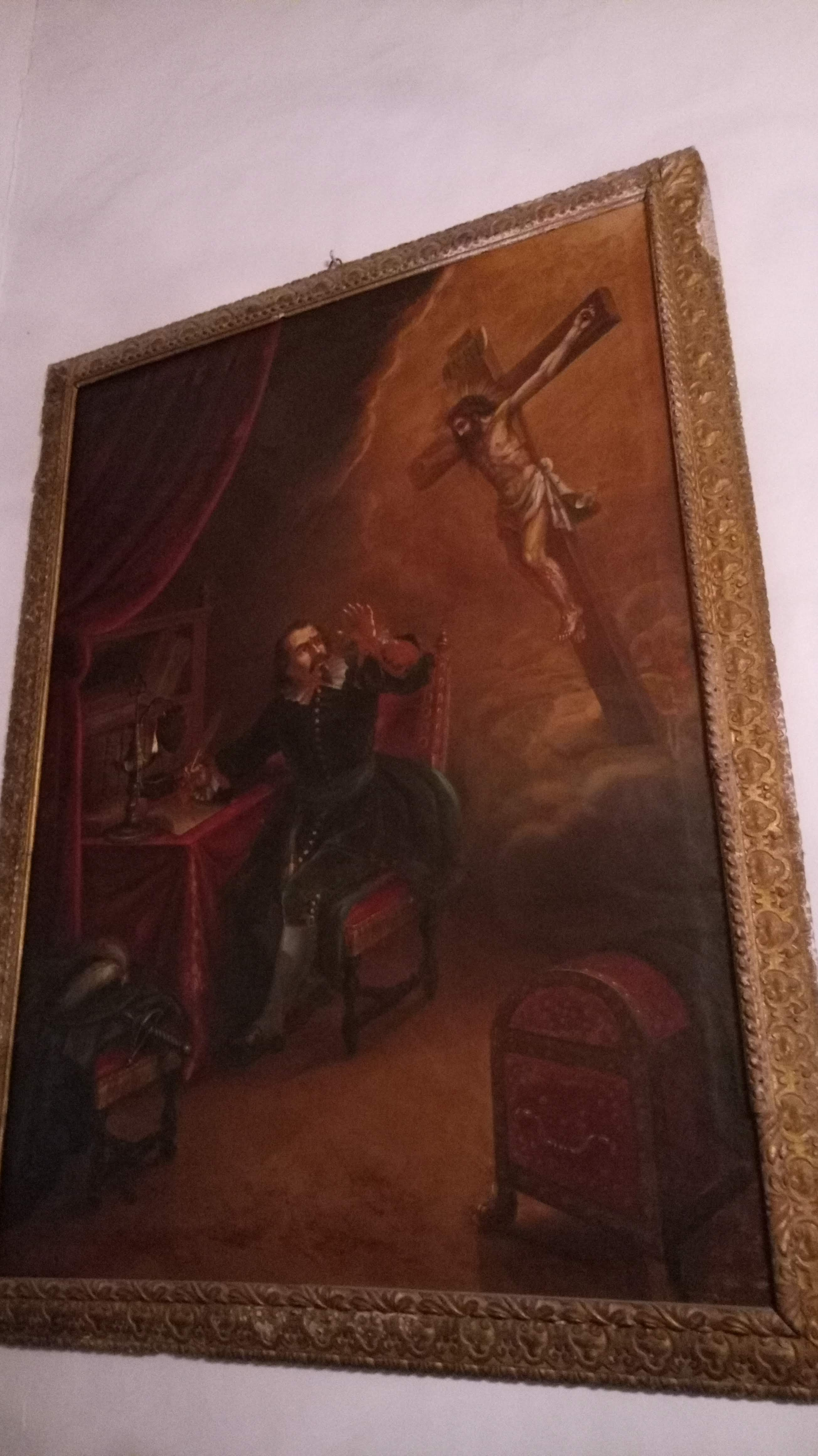
Nicolau de Pacs tenint una aparició mentre escriu

## Obra
Podem classificar, seguint Sebastià Trias Mercant la seva obra en:
- Poesies de caràcter renaixentista, escrites en llatí i dedicades a Ramon Llull, Cisneros i Ferran el Catòlic.

In Raymundum carmen.
Epitaphium pro Sarcophago...D. Francisci Ximenes de Cisneros.
Epigrama...inexequiis...nostri Ferdinandi i Quatuor disticha.
- Traduccions i edicions d'obres de Ramon Llull.

Liber de mirabilibus orbis.
Desconsuelo muy piadoso (traducció del Desconhort) (Ciutat de Mallorca, 1540).
Novus liber de anima rationali(Alcalà, 1519).
- Obres biogràfiques.

Vita divi Raymundi Lulli doctoris illuminati et martiris (Alcalà, 1519).
- Obres de lògica.

Dyalecticae introductione illuminati doctoris et martyris Raymundi Lulli(Alcalà, 1518).
Logica parva (Alcalà, 1518).
Commentaria super artem divi Raymundi Lulli.

## Significació
Pacs concep la lògica com una art (Ars) i, per tant, un instrument dialèctic, i com una ciència (Scientia) segons la qual és possible discernir la veritat de la falsedat. La seva lògica s'ajusta al model d'Occam i es pot ubicar dins l'escola filosòfica d'Alcalà, amb totes les implicacions que aquesta escola havia rebut dels lògics prerenaixentistes de París.

## L'errònia atribució de laDoctrina Moral
La Doctrina Moral del mallorquí en Pacs, editada per Gabriel Llabrés el 1889, no definia amb claredat l'autoria, sols deia, en el títol de la còpia utilitzada, que l'havia escrita un hom laich de la ylla de Mallorques apellat en Pacs. S'atribuí en un primer moment a Nicolau i després a Lluís de Pacs (o de Pax). Aquesta tesi fou recollida en el Diccionari biogràfic d'Albertí i a la Gran Enciclopèdia Catalana. Jaume Riera i Sans el 1979 descobria que l'autor no podia haver estat mai Nicolau de Pacs i que l'obra era pseudo-epigràfica, en el sentit que el seu autor s'atribuïa unes qualitats que no tenia.
En les biblioteques medievals apareix l'atribució del llibre a Johan de Pachs i Lluís de Pachs, o tan sols en Pachs. Riera demostra que l'errònia atribució de la Doctrina moral es fonamenta amb dades equivocades per Joaquim Maria Bover i continuades per Antoni Rubió, Denk, etc., i ratificades per Riquer. Lluís Nicolau d'Olwer, el 1908, l'atribuí a Lluís de Pacs, generant-se una segona atribució, també sense fonament. Riera conclou que l'autor era mallorquí, que probablement nomia Pacs, Joan o Lluís de Pacs, però no Nicolau. Aquesta tesi ha estat acceptada per Gabriel Ensenyat i Maria Barceló, entre d'altres.